# Can Villaronga (Argentona)
Can Villaronga és una obra d'Argentona (Maresme) protegida com a Bé Cultural d'Interès Local.

## Descripció
Xalet monumental de planta quadrada als quatre vents, de planta baixa i dos pisos. A l'angle sud-est hi ha una torre mirador de tres pisos.
La teulada és a quatre aigües amb teules careneres i un important ràfec. Les finestres del casal són neogòtiques, amb imitació de les finestres de permòdols. A la façana de migdia hi ha una galeria porticada amb un terrat amb balustrada sostingut per columnes.
L'interior conserva tots els terres originals i les bigues de fusta estan a la vista.
És un dels xalets més destacats i monumentals de la vila.